# Rio Jamuna
Jamuna (Yamuna) é um dos principais rios do norte da Índia, medindo 1370 km de comprimento. É um dos principais afluentes do Ganges.
Nasce na cordilheira do Himalaia no estado de Utaracanda e passa pelos estados de Deli, Utar Pradexe e Harianá antes de se unir ao Ganges em Prayagraj. Grandes cidades indianas como Deli, Matura, Vrindavan, Agra, Etawah e Kalpi encontram-se nas suas margens. É um dos sete rios sagrados da Índia, considerado segundo em termos de importância religiosa.
Entre os seus afluentes encontram-se o rio Tons, o rio Chambal, o rio Sinde, o rio Betwa e o rio Ken. 
Outrora artéria de comunicação importante para transporte de pessoas e mercadorias, atualmente é utilizado basicamente para a rega na agricultura, ao longo dos terrenos que atravessa. Estima-se que cerca de 57 milhões de pessoas dependam diretamente dos seus recursos hídricos. Isso torna-o um rio extraordinariamente importante, pois cria uma planície de aluvião muito fértil, a faixa conhecida como Doabe Jamuna-Ganges, entre o Jamuna e o Ganges na grande planície Indo-Gangética.

## História
Segundo a lenda, a deusa deste rio é a irmã da divindade hindu da morte, o deus Iama, e filha do deus do Sol, Surya. Segundo o Maabárata, o deus Críxena passou a sua infância nas águas deste rio.

## Representação iconográfica
Ao ser considerado uma divindade, o Jamuna é frequentemente representado nos templos hindus como uma figura feminina montada sobre uma tartaruga, acompanhada por uma ou duas criadas que transportam uma sombrinha, que pode aparecer também nas portas de entrada dos templos, junto à deusa do Ganges. Esta presença simbólica é uma forma de purificação do crente sempre que cruza a entrada do templo.